# Échantillon biaisé
 (mai 2013).
Si vous disposez d'ouvrages ou d'articles de référence ou si vous connaissez des sites web de qualité traitant du thème abordé ici, merci de compléter l'article en donnant les références utiles à sa vérifiabilité et en les liant à la section « Notes et références ».
En statistiques, le mot biais a un sens précis qui n'est pas tout à fait le sens habituel du mot.
Un échantillon biaisé est un ensemble d'individus d'une population, censé la représenter, mais dont la sélection des individus a introduit un biais qui ne permet alors plus de conclure directement pour l'ensemble de la population. Un échantillon biaisé n'est donc pas un échantillon de personnes biaisées (bien que ça puisse être le cas) mais avant tout un échantillon sélectionné de façon biaisée.

## Exemples
L'échantillon biaisé n'est pas toujours destiné à tromper : en 1936, dans les premières tentatives de sondages, le magazine américain Literary Digest a appelé deux millions de numéros de téléphone au hasard en questionnant les gens sur le résultat des élections. La prédiction fut incorrecte car, à cette époque, les possesseurs de téléphone n'étaient pas représentatifs de l'électorat, car ces appareils étaient réservés à une certaine partie de la population. En revanche, un échantillon de seulement 50 000 personnes sélectionnées par l'institut George Gallup a correctement prédit le résultat, accroissant ainsi la popularité de la méthode Gallup.
Cet exemple est en fait toujours d'actualité pour les sondages car les personnes disposant d'un téléphone et présentes à leur domicile à l'heure d'appel, correspondent à une certaine partie de la population qui n'est pas nécessairement représentative de l'ensemble de la population. Ces biais peuvent également s'introduire pour des sondages classiques au porte à porte, car les personnes présentes à leur domicile à un certain horaire, et qui veulent bien répondre au sondage, correspondent déjà à une partie de la population que l'on a implicitement sélectionnée. Ces résultats bruts doivent alors être redressés pour compenser ce biais.
L'exemple précédent est réactualisé avec la multiplication des sondages en ligne, alors que toute la population n'a pas accès à internet. C'est particulièrement vrai si le public cible de l'enquête est plutôt « défavorisé » (par exemple, des demandeurs d'emploi).
Un cas commun d'un échantillon biaisé est l'éclairage fallacieux. Cette erreur repose sur l'attention portée par les médias, ou d'autres institutions, sur un groupe particulier d'individus, ce qui donne de facto l'illusion (volontaire ou non) que ce groupe représente la population. Or, les médias sont plutôt sensibles à l'exceptionnel (en bien ou en mal) qu'à l'ordinaire.
Les campagnes d'appels téléphoniques entrants sont particulièrement sensibles à cette erreur. Ce genre de campagnes consiste à demander aux gens d'appeler eux-mêmes sur une question particulière. Les personnes qui répondent se sont alors « autosélectionnées ». Au mieux, cela signifie que seuls ont répondu les gens qui prêtent attention à ce sujet et, au pire, il est possible que certaines organisations tentent de faire du bourrage d'urne en demandant à leurs adhérents d'appeler sans cesse. Le même problème survient avec les sites récoltant les avis des internautes (sur un produit, un service, etc.).